# Ян Пардавий
Ян Пардавий (словац. Ján Pardavý; 8 вересня 1971, м. Тренчин, ЧССР) — словацький хокеїст, правий нападник. 
Вихованець хокейної школи «Дукла» (Тренчин). Виступав за «Дукла» (Тренчин), «Словнафт» (Всетін) , «Юргорден» (Стокгольм), ГПК Гямеенлінна, ХК «Зноємшті Орлі», МОДО, «Локомотив» (Ярославль), ХК «Банська Бистриця».
У складі національної збірної Словаччини провів 120 матчів (45 голів); учасник зимових Олімпійських ігор 1998 і 2002, учасник чемпіонатів світу 1997, 1998, 1999, 2000 і 2001. 

## Досягнення
- Срібний призер чемпіонату світу (2000)
- Чемпіон Чехословаччини (1992)
- Чемпіон Словаччини (1994, 1997)
- Чемпіон Чехії (2001), срібний призер (2000)
- Бронзовий призер чемпіонату Фінляндії (2003).